# Міжнародний форум нафтогазової промисловості

Міжнародний форум нафтогазової промисловості. «Нафта і газ-2016». Спікери конференції

«Нафта і газ-2016». Виставковий Центр ACCO International

Міжнародний форум нафтогазової промисловості (Форум «НАФТА ТА ГАЗ») протягом тривалого часу є головним галузевим заходом в Україні й одним з найбільш авторитетних заходів нафтогазової промисловості у Східній Європі.
Основний організатор Форуму — Національна акціонерна компанія «Нафтогаз України».
Учасниками українського нафтогазового Форуму є фахівці нафтогазової галузі, експерти міжнародних дослідницьких організацій, керівники українських та закордонних нафтогазових компаній, представники політичних, фінансових і ділових кіл багатьох країн, а також профільні науково-дослідницькі інститути та університети.
Станом на 2016 рік відбулося 19 Конференцій і виставок «Міжнародний форум нафтогазової промисловості», який традиційно відбувається в Києві.
Українська конференція «Міжнародний форум нафтогазової промисловості» — інформаційний майданчик, який дозволяє відстежувати повний спектр сучасного устаткування й технологій для розвідки, видобутку, транспортування й переробки нафти й газу, прилади й устаткування для обліку й контролю енергоносіїв, автоматизовані системи керування технологічними процесами, локальні обчислювальні мережі, комплексні оперативні системи керування підприємствами, програмне забезпечення, інноваційні проекти будівництва об'єктів нафтогазового комплексу тощо.